# Тиханович Олександр Григорович
Олександр Григорович Тихано́вич (біл. Аляксандр Рыгоравіч Ціхановіч; 13 липня 1952, Мінськ — 28 січня 2017, Мінськ, Республіка Беларусь) — радянський і білоруський естрадний співак, колишній учасник музикального ансамблю «Вераси», Народний артист Білорусі.

## Навчання
|  | Подобалося все, крім математики. Напевно, просто лінувався вчити всі ці рівняння і вирішувати нескінченні приклади! Я вчився в Суворовському військовому училищі, де у другому класі зробив важливе відкриття, помітивши, що всіх, хто займається в духовому оркестрі, відпускають з уроків на ці заняття. Тому, щоб була можливість пропускати шкільні уроки, я теж став ходити на заняття в духовий оркестр, грав там на трубі. Мене це так захопило, що я просто не розлучався з інструментом! Крім того, у нас були прекрасні викладачі - по-справжньому обдаровані люди. Так із Суворовського училища і почалося моє захоплення музикою |

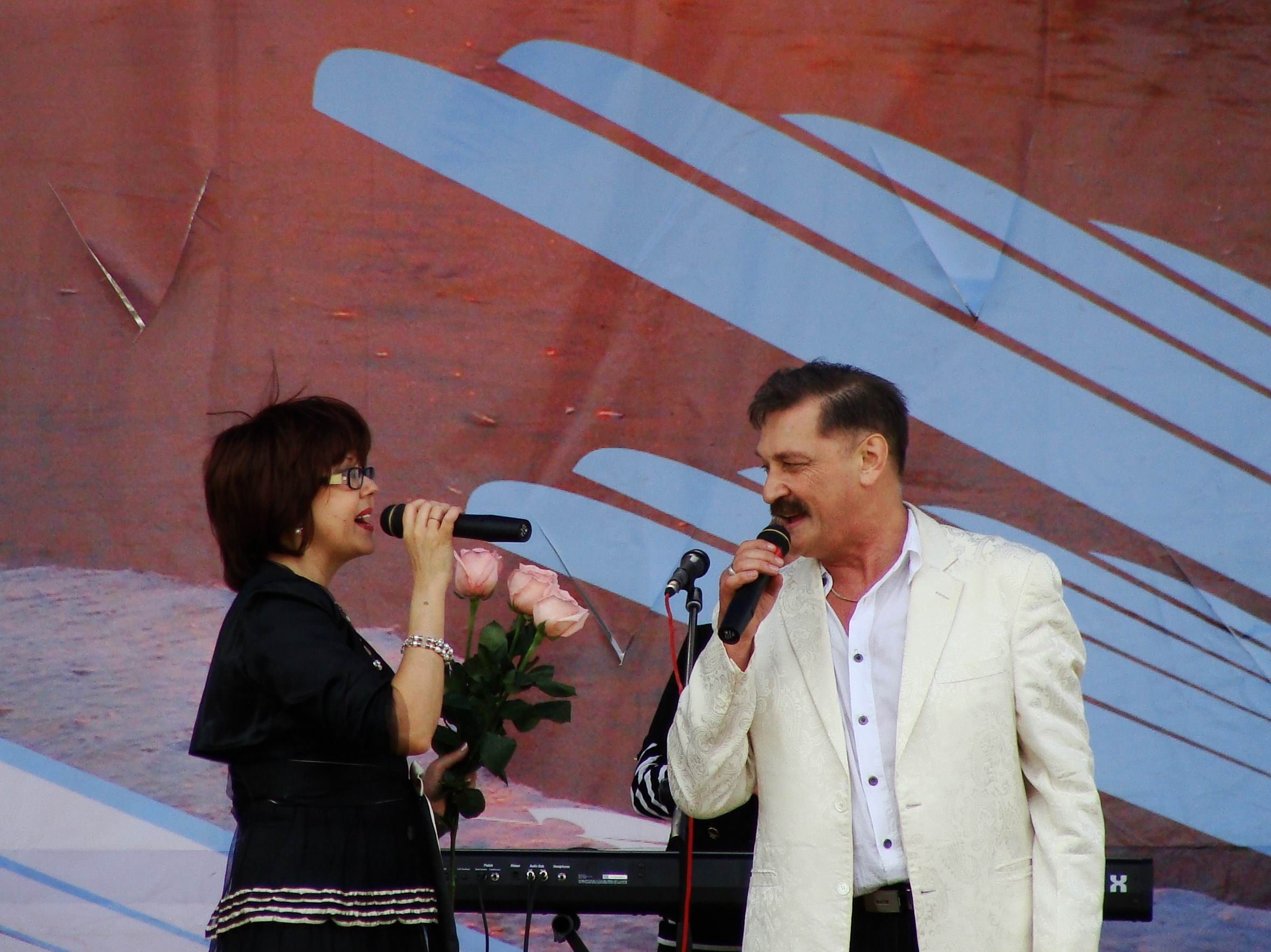
Олександр Тиханович та Ядвіга Поплавська. Северодвинськ, 2009 рік

Закінчив духове відділення (труба) Білоруської консерваторії.

## Творчість
З 1973 року був учасником популярного в 1970-х роках мінського ВІА «Вераси». В ансамблі грав на бас-гітарі і трубі, виконував вокальні партії.

### Дует з дружиною
Учасницею ансамблю «Вераси» була також і Ядвіга Поплавська, що стала згодом дружиною О. Тихановича.
В 1986 році Я.Поплавська та О. Тиханович були змушені були залишити ВІА «Вераси», а в 1987 році потрапили в тільки що організований Державний оркестр Білорусі під керуванням Михайла Фінберга.
Після перемоги на конкурсі «Пісня 88» з піснею «Счастливый случай» (музика Едуарда Ханка, слова Лариси Рубальской) разом із Я.Поплавською створив дует з однойменною назвою. Пізніше на основі дуету «Щасливий випадок» сформувалася однойменна група, в якій О. Тиханович грав на бас-гітарі і був вокалістом. Група брала участь у фестивалі «Золота ліра» (Республіка Білорусь), гастролювала в Росії, Білорусі, Болгарії, Чехословаччині, Німеччини, Югославії, Польщі, Угорщині, Фінляндії, Франції, Канаді та Ізраїлі.
У 1988 році О. Тиханович разом з дружиною організував Театр пісні Ядвіги Поплавською і Олександра Тихановича, згодом перетворений в продюсерський центр Олександра Тихановича та Ядвіги Поплавської. Через студію театру пройшло багато молодих білоруських виконавців — Олександр Солодуха, група «Ляпис Трубецкой», Микита Фоміних та ін.
Зіграв головну роль у мелодрамі «Яблуко місяця» (2009), яку зняв Юрій Єлхов за сценарієм Георгія Марчука.

## Смерть
Помер після тривалої хвороби 28 січня 2017 року
Похорони відбулися 30 січня в Минську.

## Родина

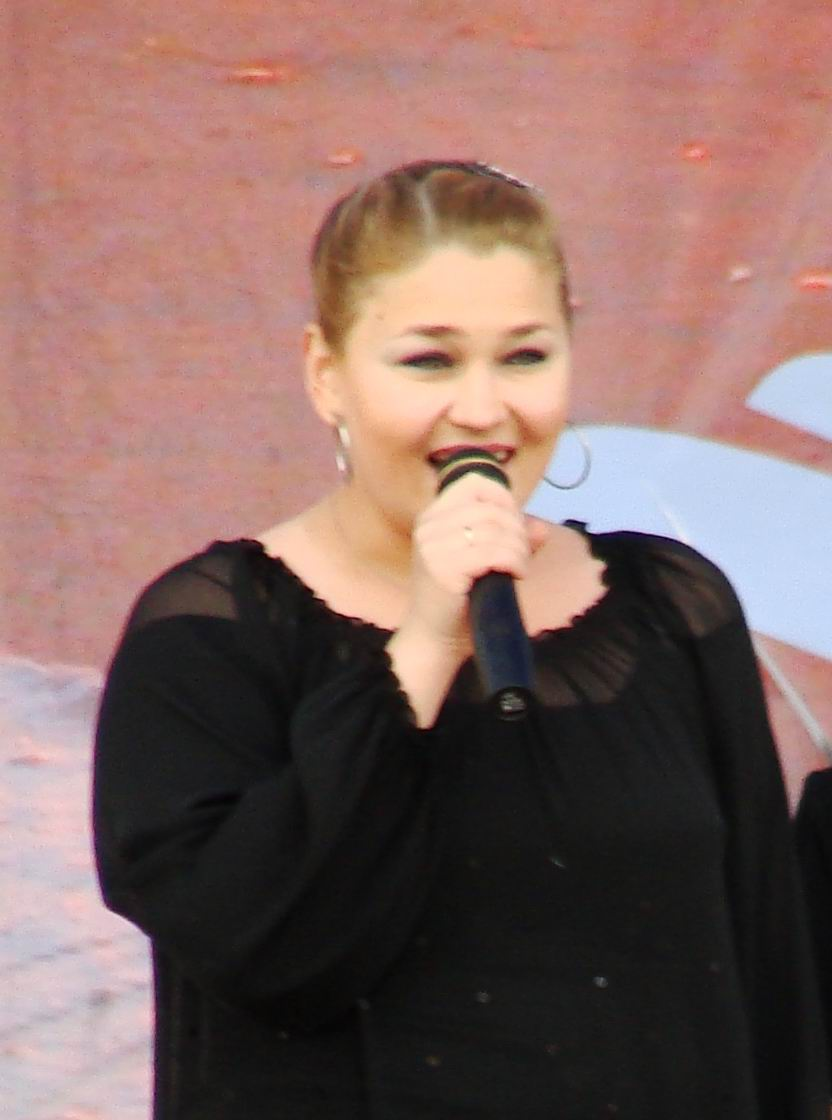
Анастасія Тиханович, донька зіркового дуету

- Дружина — Ядвіга Поплавська.
- Донька — білоруська співачка Анастасія Тиханович (нар. 1980 р.)
  - Онук — Іван.

## Нагороди та звання
- Заслужений артист Республіки Білорусь (1991 р.)
- Народний артист Білорусі (2006 р.)
- Орден Франциска Скорини (24 листопада 2016 р.) — за багаторічну плідну працю, зразкове виконання службових обов'язків, мужність і відвагу, проявлені при рятуванні людей, досягнення високих виробничих показників у промисловості та будівництві, сільському і лісовому господарстві, значний особистий внесок у розвиток галузі наукових досліджень, енергетичної системи, сфери освіти, охорони здоров'я, побутового обслуговування населення, мистецтва, культури і спорту[4].

## Дискографія
Альбоми ансамблю «Вераси»:
- «Наша дискотека»
- «Музыка для всех»

Найвідоміші пісні ансамблю: «Малиновка» (музыка Е. Ханка, слова А. Поперечного), «Я у бабушки живу» (музыка Е. Ханка, слова І. Шаферана), «Белый снег» («Завіруха») (музыка Е. Ханка, слова Г. Буравкина).
Альбоми О. Тихановича та Я. Поплавської:
- «Счастливый случай» (Фирма Мелодия, LP, 1989)
- «Музыка любви» (Фирма Мелодия; Эдди (Минск), LP, 1995)
- «От „Малиновки“ и до…» (Эдди. CD, 1997)
- «Жизнь — прекрасный миг» (Master Sound, CD, 1997)
- «Любовь судьба» (West Records, 2008)
- «Она не могла иначе» (Білорусь, Росія, 2013)

## Фільмографія
- 1983 — А также цирк (документальный) — ВІА «Вераси»
- 1994 — Третий не лишний — аніматор
- 2004 — Небо в горошек — гравець в казино
- 2006 — Рифмуется с любовью — Камео
- 2009 — Яблуко місяця — Степан
- 2013 — Она не могла иначе — камео
- 2013 — Притчи 4 — головний кредитор